# ゲオルゲ・クレトゥ
ゲオルゲ・クレトゥ（Gheorghe Crețu、1968年8月8日 - ）は、ルーマニアの元男子バレーボール選手、指導者である。

## 来歴
2022年からスロベニア男子代表監督を務め、ユーゴスラビアからの独立後初となる2024年パリオリンピック出場に導いた。
2024年からはスクラ・ベウハトゥフの監督を務める。

## 所属チーム

### 選手
- ディナモ・ブカレスト（1985-1993年）
- SV Lohhof（1993-1994年）
- TJ Sokol Wien（1994-1995年）
- Donaukraft Wien（1995-1997年）
- TJ Sokol Wien（1999-2000年）

### 指導者（クラブチーム）
- TJ Sokol Wien 監督（1997-1998年）
- Südstadt/Perchtoldsdorf 監督（1998-1999年、2000-2001年）
- hotVolleys Wien コーチ（2001-2002年）
- hotVolleys Wien 監督（2002-2005年）
- Sartorius Asse-Lennik 監督（2007-2008年）
- Bassano Volley 監督（2008-2010年）
- Quasar Massa Versilia 監督（2010年）
- AZSオルシュティン 監督（2010-2011年）
- Al Arabi S.C. 監督（2013-2014年）
- クプルム・ルビン 監督（2014-2017年）
- ベロゴリエ・ベルゴロド コーチ（2017-2018年）
- アセコ・レソヴィア・ジェシュフ 監督（2018-2019年）
- クズバス・ケメロヴォ 監督（2019-2020年）
- ZAKSAケンジェジン＝コジレ 監督（2021-2022年）
- スクラ・ベウハトゥフ 監督（2024年-）

### 指導者（代表チーム）
- オーストリア男子代表 コーチ（1999年）
- ルーマニア男子代表 監督（2007-2008年）
- エストニア男子代表 監督（2014-2019年）
- スロベニア男子代表 監督（2022年-）